# Bernt von Kügelgen

Bernt von Kügelgen

Bernt von Kügelgen (* 31. Juli 1914 in Sankt Petersburg; † 30. Januar 2002 in Berlin) war ein deutscher Journalist.

## Leben
Bernt von Kügelgen entstammte dem humanistisch geprägten süd- und baltendeutschen Adelsgeschlecht von Kügelgen. Seine Mutter war Adda Wiedemann aus St. Petersburg, der Vater, Paul von Kügelgen, war der letzte Herausgeber der St. Petersburgischen Zeitung, des damals ältesten im Ausland erscheinenden Blattes deutscher Sprache.
Infolge der Oktoberrevolution verarmt, kam die Familie 1921 nach Berlin. Kügelgen machte 1934 mit „Stundung der Kosten“ an der Baltenschule in Misdroy sein Abitur. Er war 1933 Mitglied des Jungstahlhelm geworden, der im Juni 1933 in die SA übertrat, in der Kügelgen bis 1934 verblieb. In Berlin erhielt er im Hugenberg-Konzern vom Scherl-Verlag eine Ausbildung als Werbefachmann und war dann in dessen Werbeabteilung tätig. Bei Beginn des Zweiten Weltkrieges Offizieranwärter und im Frankreichfeldzug 1940 zum Leutnant befördert, geriet Kügelgen am 19. Juli 1942 infolge einer Verwundung als einer der bis dahin wenigen deutschen Offiziere in sowjetische Kriegsgefangenschaft.
Er kam ins Offizierslager Oranki bei Nischni Nowgorod, in dem sich seit kurzem die erste Antifa-Schule befand. Sowjetische Offiziere brachten Kügelgen in Verhören, die eher Diskussionen waren, zu der Überzeugung, das Seine zum Sturz des Hitlerregimes und damit zur Beendigung des Krieges tun zu müssen. Einer von ihnen war Lew Kopelew, was Kügelgen allerdings erst nach der Wende in der DDR erfuhr. Kügelgen wurde Mitbegründer einer Gruppe antifaschistischer deutscher Offiziere und Mitarbeiter der sowjetischen Zeitung für deutsche Kriegsgefangene Das freie Wort. Ab Januar 1943 besuchte er die Zentrale Antifa-Schule in Krasnogorsk bei Moskau, wo er exilierte deutsche Kommunisten wie Walter Ulbricht, Wilhelm Pieck, Anton Ackermann und Max Emendörfer kennenlernte. Im Juli 1943 gehörte Kügelgen zu den Gründungsmitgliedern des  Nationalkomitees Freies Deutschland und im September zu denen  des Bundes Deutscher Offiziere (BDO). Von Ende 1943 bis Mai 1944 setzte ihn das NKFD als Frontbevollmächtigten an der 2. Belorussischen Front zur Lautsprecher- und Flugblattpropaganda und bei Verhören deutscher Gefangener ein. Danach war Kügelgen Redakteur der NKFD-Zeitung Freies Deutschland.
Im August 1945 nach Deutschland zurückgekehrt, arbeitete er in Berlin als Redakteur der Berliner Zeitung und berichtete u. a. als Korrespondent vom Nürnberger Kriegsverbrecherprozess. 1946 heiratete er und trat der KPD/SED bei. Im Jahre 1949 wurde Kügelgen erst stellvertretender und 1950 Chefredakteur der Neuen Berliner Illustrierten.
Die vom Deutschen Kulturbund herausgegebene kulturpolitische Wochenzeitschrift Sonntag hatte 1956, veranlasst durch die in der Sowjetunion beginnende Entstalinisierung, durch Veröffentlichung zeitkritischer Texte den Unwillen der SED-Führung erregt. Auf die Verhaftung Walter Jankas im Dezember 1956, des Leiters des Aufbau-Verlags, in dem der Sonntag erschien, folgte im März 1957 die Heinz Zögers, des Chefredakteurs, und seines Stellvertreters Gustav Just. Nun trat Kügelgen im Auftrag der SED zur „nötigen Linienkorrektur“ die Nachfolge Zögers an. Als Janka und seine Freunde im Juli 1957 in einem Schauprozess zu Zuchthausstrafen verurteilt wurden, applaudierte Kügelgen im Saal.
Im Mai 1968 warb das Ministerium für Staatssicherheit (MfS) Kügelgen als Inoffiziellen Mitarbeiter (IM) an. Es setzte ihn unter dem Decknamem „Wilhelm“ u. a. bei der Bearbeitung Franz Fühmanns, Ulrich Plenzdorfs und Rolf Schneiders und zur Berichterstattung über Stimmungslagen unter Schriftstellern ein. Kügelgens Frau Else war mindestens seit 1961 als IM mit dem Decknamen „Jenny“ tätig, von 1968 bis 1977 gesteigert als Hauptamtlicher Inoffizieller Mitarbeiter (HIM). Das MfS konnte im Dezember 1989 Bernt von Kügelgens IM-Akte bis auf wenige Blätter gezielt vernichten.
Kügelgen, der in der DDR als „Exot“ wahrgenommen wurde, behielt seinen Posten an der Spitze des Sonntag bis zu seinem Ausscheiden aus dem Berufsleben im Jahre 1976. Er war Mitglied des Präsidiums des Kulturbundes der DDR. Nach der Wende engagierte sich Kügelgen im Verein DRAFD (Verband Deutscher in der Résistance, in den Streitkräften der Antihitlerkoalition und der Bewegung „Freies Deutschland“ e.V.)
Bernt von Kügelgen veröffentlichte 1983 das Buch Die Nacht der Entscheidung mit seinen Erinnerungen und Beschreibung seines Lebens bis 1946. In einem nach dem Ende der DDR entstandenen Manuskript brach Kügelgen sein Schweigen zur Verfolgung Emendörfers und des Generals Seydlitz-Kurzbach, „zur Menschenverachtung des Stalinismus“ und beschrieb in einem Fall das „schäbige Verhalten des Politbüros der SED, insbesondere Walter Ulbrichts“.

## Auszeichnungen
- 1975 Vaterländischer Verdienstorden in Gold, später Ehrenspange
- 1985 Medaille „40. Jahrestag des Sieges im Großen Vaterländischen Krieg 1941–1945“[9]